# IsraAID
IsraAID ([engl.:] The Israel Forum for International Humanitarian Aid) ist eine im Jahr 2001 gegründete israelische NPO und humanitäre internationale Hilfsorganisation. Seit 2016 gibt es auch eine deutsche Partnerorganisation gleichen Namens.

## Geschichte, Einsätze und Finanzierung IsraAID international
IsraAID wurde im Jahr 2001 von Mully Dor, Shachar Zahavi und Meira Aboulafia unter Beteiligung u. a. von B’nai B’rith als Dachorganisation gegründet, um die Zusammenarbeit israelischer und jüdischer Hilfsorganisationen mit Erfahrungen in der humanitären Hilfe im Krisen- oder Katastrophenfall besser koordinieren zu können. Das Missionsziel von IsraAID wird und wurde von der NGO selbst als „Verbesserung und Ausweitung von aus Israel kommenden Maßnahmen internationaler humanitärer Hilfe über die Zusammenarbeit israelischer Hilfsorganisationen“ beschrieben.
Die Aufgaben der weltweiten Katastrophen- und Krisennothilfe reichen von Search and Rescue über die Verteilung von Hilfsgütern bis hin zu Wiederaufbaumaßnahmen, Übergangshilfe sowie medizinischer und psychosozialer Nothilfe. Projekte der Entwicklungszusammenarbeit umfassen die Themen Landwirtschaft, Medizin, Soziales und seelische Gesundheit. 2018 gab es 240 hauptamtliche Fachkräfte, zudem werden viele Freiwillige entsandt (2017: 1400). 2021 listete IsraAID Regionalbüros in neun Einsatzländern.
In den Jahren 2004 und 2005 beteiligte sich IsraAID unter anderem mit der Entsendung von Ärzten, Rettungshelfern und Hilfsgütern an der Versorgung von Tsunami-Opfern in Sri Lanka. 2007 und 2008 gab es zum Beispiel Einsätze beim Erdbeben in Peru sowie in Flüchtlingscamps an der kenianisch-somalischen Grenze, im georgischen Bürgerkrieg und nach dem Zyklon in Myanmar. 2010 war IsraAID nach dem Erdbeben in Haiti dort in Krankenhäusern und Notunterkünften im Einsatz. 2012 gab es ein Projekt zu staatlichen sozialen Dienstleistungen im Südsudan, 2014 Nothilfeunterstützung bei Waldbränden in Washington State (USA), 2016 nach dem Erbeben in Italien und in nordfranzösischen Flüchtlingscamps sowie 2019 nach Zyklon Idai in Mosambik
Bis heute (Stand: 2021) gibt bzw. gab es humanitäre IsraAID-Einsätze und -Entwicklungsprojekte in über 50 Ländern. IsraAID finanziert sich überwiegend über private Klein- und Großspender aus Israel und den USA sowie über Beiträge anderer Hilfsorganisationen. 2017 wurde das Jahresbudget mit ca. 9 Mio. US-Dollar angegeben. Dabei sei es für eine israelische Hilfsorganisation ungewöhnlich, dass davon etwa 30 % aus UN-Budgets stammten.

## IsraAID in Deutschland
IsraAID Germany e. V. wurde 2016 als Reaktion auf die  Flüchtlingskrise in Deutschland und der EU gegründet. Der eingetragene Verein bezeichnet sich selbst als eine humanitäre Hilfsorganisation und ist Partner/Mitglied des jüdisch-deutschen Wohlfahrtsverbands ZWST, der bei der Gründung auch Mitinitiator war. Es gibt derzeit (Stand: 2021) zum einen Projekte in Deutschland u. a. zu psychosozialer Unterstützung (PSS), Traumabewältigung, Gewaltprävention, Ehrenamtsförderung und Integration von Geflüchteten. Zum anderen ist IsraAID Germany in griechischen Flüchtlingslagern mit PSS-Projekten aktiv und entsendet Freiwillige und Fachkräfte dorthin.
2018 erhielt die Organisation für das Projekt Brückenbau, das zusammen mit der Zentralwohlfahrtsstelle der Juden in Deutschland betrieben wird, den Nationalen Integrationspreis der Bundeskanzlerin. Geber von IsraAID Germany sind (Stand: 2021) neben privaten Spendern und der ZWST Aktion Deutschland hilft (über die ZWST), das Land Baden-Württemberg (Sozialministerium), die Integrationsbeauftragte der Bundesregierung, das Bundesfamilienministerium, das Land Brandenburg und das AJC.